# ハンドボールドイツ女子代表
ハンドボールドイツ女子代表は、ドイツハンドボール連盟(DHB)によって編成されるドイツの女子ハンドボールナショナルチームである。欧州ハンドボール連盟(EHF)に所属する。

## 成績

### オリンピック
- 1984年 - 4位
- 1992年 - 4位
- 1996年 - 6位
- 2008年 - 11位

### 世界選手権
- 1993年：優勝
- 1995年：5位
- 1997年：3位
- 1999年：7位
- 2001年：予選敗退
- 2003年：12位
- 2005年：6位
- 2007年：3位
- 2009年：7位
- 2011年：17位
- 2013年：

### 欧州選手権
- 1994年：2位
- 1996年：4位
- 1998年：6位
- 2000年：9位
- 2002年：11位
- 2004年：5位
- 2006年：4位
- 2008年：4位
- 2010年：13位
- 2012年：